# Max Alsberg

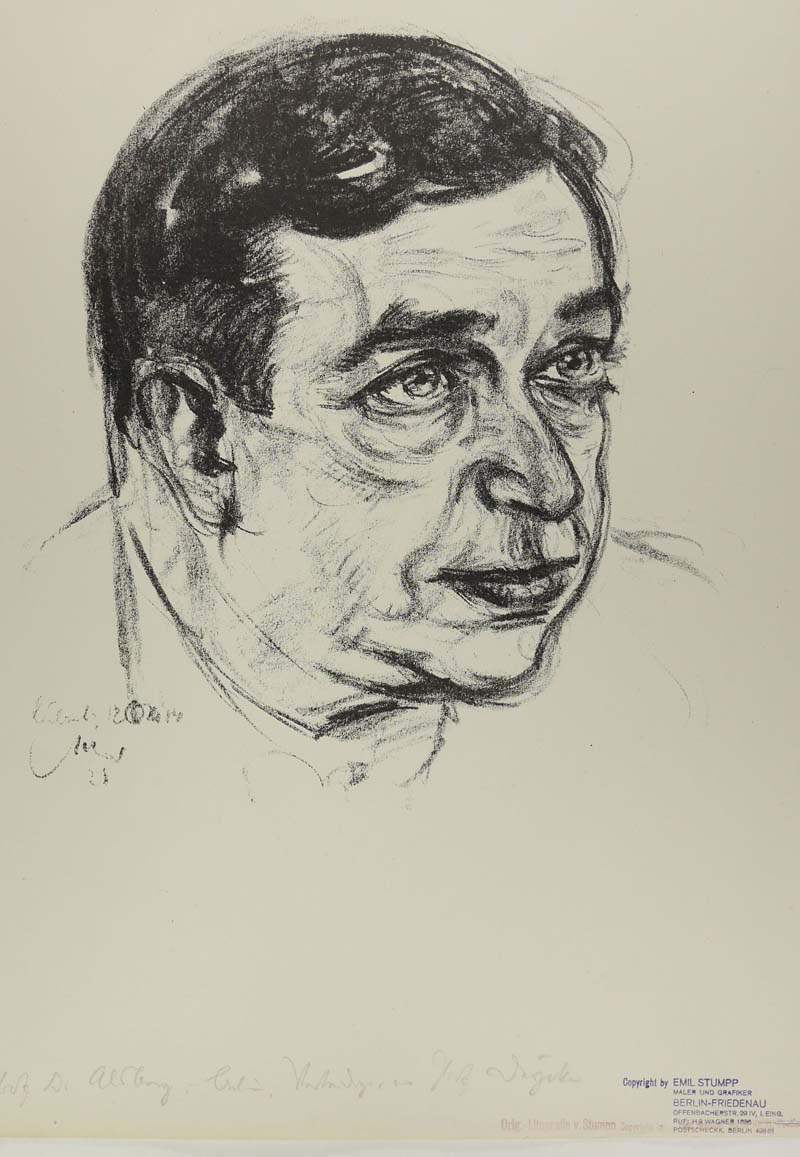
Max Alsberg (Porträtzeichnung von Emil Stumpp, 1931)

Max Alsberg (16. Oktober 1877 in Bonn – 11. September 1933 in Samedan) war ein deutscher Jurist und Schriftsteller. Er gehörte zu den bekanntesten Strafverteidigern der Weimarer Republik.

## Leben

### Bis zur Zeit des Nationalsozialismus

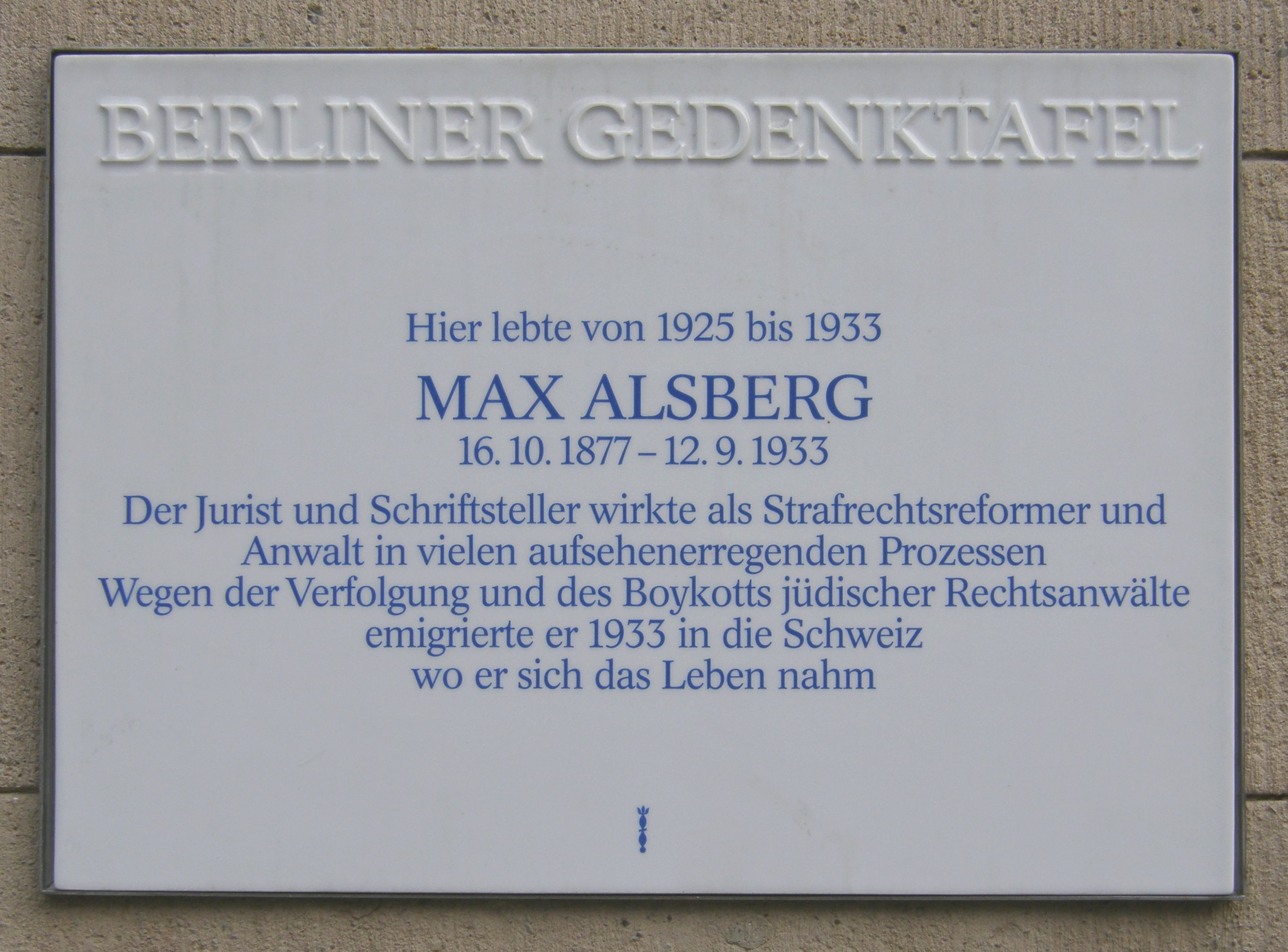
Berliner Gedenktafel für Max Alsberg

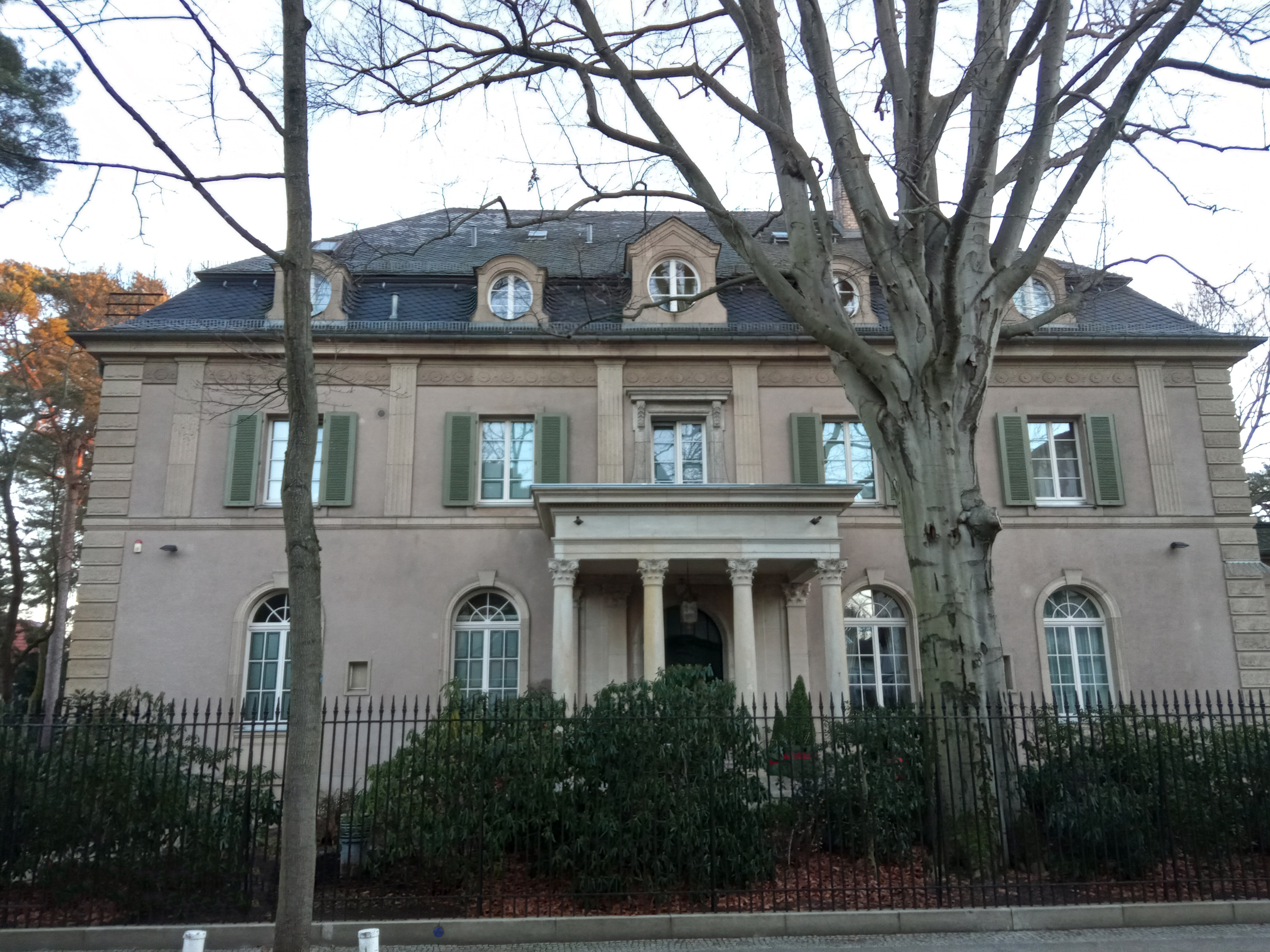
Villa Max Alsberg in der Richard-Strauß-Straße 22 in Berlin-Grunewald

Alsberg entstammte einer jüdischen Kaufmannsfamilie. Sein Vater hieß Lehmann und seine Mutter Sophie geb. Rosenbaum. Sie heirateten 1873 in Lippstadt, dem Geburtsort von Sophie Rosenbaum. Seine jüngere Schwester war die Schriftstellerin und Modejournalistin Ola Alsen. Nach seinem juristischen Studium in München, Berlin, Leipzig und Bonn legte er 1899 das erste juristische Staatsexamen ab. Im November 1906, nachdem er inzwischen auch die große (zweite) juristische Staatsprüfung abgelegt hatte, eröffnete er eine Anwaltspraxis in Berlin. Er hatte auch eine Dissertation vorgelegt. Zuvor hatte er das Angebot eines Lehrstuhls an der Universität Bonn ausgeschlagen. Alsberg heiratete 1912 Ellinor Sternberg. Sie war evangelisch, er gehörte der mosaischen Religion an. Fünf Jahre später bezeichnete er sich als „dissident“.  Ob Alsberg Anfang der 1930er Jahre jüdischer Konfession war oder nicht, ist laut dem Historiker Martin Schumacher nicht bekannt. Alsberg gilt als Mentor Walter Luetgebrunes, ehe sich dieser während der Weimarer Republik dem antisemitischen Lager zuwandte.
Später erhielt Alsberg auch die Zulassung als Notar in Berlin. Alsberg trat vor allem als Strafverteidiger in Erscheinung. Er war mit Leib und Seele Anwalt und bald einer der „Stars“. Er vertrat in der Nachkriegszeit unter vielen den deutschen Exkaiser, den Wirtschaftsmagnaten Hugo Stinnes wegen des Vorwurfs von Schiebereien. Er verteidigte 1920 auch einen der führenden rechtsgerichteten Politiker und Republikgegner aus der DNVP. Das war der als Finanzstaatssekretär im Kaiserreich tätig gewesene Karl Helfferich, der den Finanzminister und heute häufig als „Wegbereiter der Demokratie“ gewerteten Matthias Erzberger mit einer Rufmordkampagne überzogen hatte, um vom eigenen Versagen in der Politik des Kaiserreichs abzulenken. Helfferich war darauf von Erzberger wegen übler Nachrede und Beleidigung verklagt worden. Helfferich wurde zwar nur zu einer geringen Geldstrafe verurteilt, seine Behauptungen vom rechts eingestellten Gericht zum Teil als wahr unterstellt. Erzberger trat einen Tag nach dem Urteil von dem Amt des Finanzministers zurück.
1931 verteidigte Alsberg mit den eher der Linken zugerechneten Anwälten Kurt Rosenfeld, Alfred Apfel und Rudolf Olden den Herausgeber der Weltbühne, Carl von Ossietzky, und den Journalisten Walter Kreiser wegen des Vorwurfs des Landesverrats. Dieser war erhoben worden, nachdem Kreiser 1929 in dem Artikel Windiges aus der Luftfahrt über den heimlichen Aufbau einer Luftwaffe berichtet hatte, der der Weimarer Republik durch den Versailler Vertrag untersagt war, und der auch den Mitgliedern des Reichstages nicht bekannt war. Der Prozess endete mit einer Niederlage. Die beiden Journalisten wurden zu Gefängnis verurteilt. Kreiser flüchtete nach Frankreich, Ossietzky ging 1932 ins Gefängnis.
Alsberg hat zahlreiche Veröffentlichungen zu strafrechtlichen Fragen vorgelegt, daneben verfasste er Theaterstücke (Voruntersuchung, 1927, verfilmt 1931; Konflikt, Premiere am 9. März 1933 in Berlin). Sein berühmtester Beitrag zur Rechtswissenschaft ist das auch 2019 noch aufgelegte Handbuch Der Beweisantrag im Strafprozess. 1931 wurde Alsberg Honorarprofessor an der Berliner Universität. Er hielt unter anderem Vorlesungen über Psychologie und Soziologie im Strafvollzug. Im gleichen Jahr wurde ihm von der Universität die Befähigung, ordentlicher Professor zu sein, mit folgenden Worten zuerkannt: „Alsberg gehört zu den nicht sehr zahlreichen strafrechtlichen Praktikern, welche eines Ordinariats würdig wären. Er steht unter den wissenschaftlich arbeitenden strafrechtlichen Praktikern weitaus an erster Stelle.“
In der Öffentlichkeit erfuhren Alsbergs Prozesse regelmäßig eine hohe Aufmerksamkeit. Oft druckten Zeitungen das Frage-und-Antwort-Spiel bei den Vernehmungen mehr oder weniger vollständig ab, und nicht selten gaben sie die Plädoyers im Wortlaut wieder, obwohl diese stets sehr lang waren. Sein Biograph Curt Riess nennt ein Plädoyer von sechs Stunden „für Alsbergs Verhältnisse kurz“. Im Caro-Petschek-Prozess, den er für seinen Mandanten Nikodem Caro gewann, plädierte er sechs Tage.

### Verfolgung und Tod
Wegen seiner jüdischen Herkunft und als prominenter, der Demokratie verpflichteter Rechtsanwalt war Alsberg nach dem Reichstagsbrand den Nachstellungen von SA, SS und der Polizei ausgesetzt. Die Anwaltskanzlei Alsbergs bekam Probleme, weil ein nichtjüdischer Sozius sich von ihm trennen wollte. Nach der wider Erwarten ungestörten Premiere seines Theaterstücks Konflikt am 9. März 1933 in Berlin flüchtete Alsberg um den 20. März nach Baden-Baden. Zuvor war er von einem Bekannten aus der SA vor einer drohenden Verhaftung gewarnt worden. In Baden-Baden quartierte er sich in einem Hotel ein und wartete ab, was passieren würde. Die Verfolgung ging weiter. Während des „Judenboykotts“ vom 1. April 1933 wurde in Berlin das Kanzleischild an der Hauswand abgerissen und entwendet. Im April 1933 schrieb eine anonyme Gruppe, die sich Deutsche Studenten nannte, in einem denunziatorischen Brief an den preußischen Justizminister: Soll wirklich ein Judensprößling, ein Warenhauskonzernbruder, weiter über „Deutsches Recht“ vor Studenten lesen?
Zusätzlich fand sich im Mai 1933 sein Name auf einer Liste „noch zu entlassender“ Anwälte der Rechtsanwaltskammer Berlin, mit dem Hinweis, dass er Ossietzky im Weltbühne-Prozess verteidigt habe. Dies geschah, obwohl Alsberg gemäß dem Gesetz über die Zulassung zur Rechtsanwaltschaft vom 7. April 1933 eigentlich seine Zulassung als sogenannter „Altanwalt“ noch behalten konnte, weil er schon vor dem Ersten Weltkrieg zugelassen worden war. Außerdem bedrohten SA und NSDAP alle jüdischen Juristen mit Gewaltanwendung. Viele jüdische Juristen, Anwälte, Richter und Staatsanwälte waren von SA-Schlägern, die sich teilweise aus Jura-Studenten rekrutierten, mit Knüppeln und anderen Schlagwerkzeugen aus den Gerichten und auch von ihren Arbeitsplätzen aus der Universität vertrieben worden.
Alsberg wurde gedrängt, auf seine Vorlesungen über Strafrecht im Sommersemester zu verzichten, worauf er einging. Zwar konnte er seine Anwaltszulassung mit der Altanwaltklausel noch behalten. Den Beruf konnte er jedoch nicht mehr ausüben und verlor im Juli 1933 formell sein Notariat.
Mitte April emigrierte er in die Schweiz. Dort erhielt er den Zwangsfragebogen zu seiner in Aussicht genommenen, willkürlichen Entlassung von seiner Professur an der Berliner Universität. Dieser Fragebogen gehörte zu der Durchführung der Entlassungen, die durch das „Gesetz zur Wiederherstellung des Berufsbeamtentums“ legalisiert wurden. Damit war Max Alsberg klar, dass seine berufliche Karriere bald ganz zu Ende sein und er kein Einkommen mehr haben werde. Während dieser Bedrohungen erhielt Max Alsberg aber auch Zuspruch von verschiedenen Seiten, denn er war auch im Ausland sehr bekannt. Der Vorsitzende der französischen Sozialisten Léon Blum teilte ihm mit, dass die Universität Sorbonne bereit wäre, eine außerordentliche Professur für ihn einzurichten. Alsberg erhielt auch ein Angebot, in eine Rechtsanwaltskanzlei in London einzusteigen. Er nahm diese Hilfsangebote nicht an, weil ihm unter anderem ausreichende Sprachkenntnisse fehlten. Alsberg fühlte sich als Deutscher, er konnte sich sein Leben nur als deutscher Jurist vorstellen und litt ungeheuer unter den Verfolgungsmaßnahmen in Berlin.
Die Nationalsozialisten in Universität und Kultusministerium forcierten unterdessen seine Entlassung als Hochschullehrer. Am 4. September wurde die Entlassung im Kultusministerium ausgefertigt, aber nach Intervention des Staatssekretärs Stuckart noch nicht verkündet, weil Alsberg als Strafrechtler weit über die Grenzen Deutschlands hinaus anerkannt war, dessen willkürliche Entlassung eine schlechte Presse gebracht hätte.
Nachdem Alsberg im August einen psychischen Zusammenbruch erlitten hatte, brachte ihn seine mittlerweile ebenfalls emigrierte Frau in ein Sanatorium nach Samedan. Dort erschoss sich Alsberg am 11. September 1933 in großer Verzweiflung. Das Ministerium vernichtete danach die noch nicht verschickte Entlassungsurkunde, sodass die Entlassung geheim blieb. Alsberg wurde am 14. September 1933 in Chur beerdigt.

## Umgang des Dritten Reiches mit dem Verstorbenen
Die Selbsttötung dieses international bekannten Anwaltes erschien dem Dritten Reich offenbar unangenehm. Denn am 13. September 1933 erschien in der Frankfurter Zeitung ein merkwürdiger Nachruf. Der Autor bestand mit aller Entschiedenheit darauf, dass dieser – trotz der Meldungen der Schweizer Polizei über den Selbstmord Alsbergs – Opfer eines Herzanfalles geworden sei. Das habe die Schwester des Verstorbenen der Nachrichtenagentur mitgeteilt. In einer antisemitisch getönten Würdigung wurde festgehalten, dass Alsberg als Notar nach dem Berufsbeamtengesetz entlassen worden sei, aber als Anwalt weiter zugelassen gewesen sei. Von seiner drohenden Entlassung an der Universität war nicht die Rede. Allerdings wurde seine 1931 erfolgte Berufung zum Honorarprofessor an der Berliner Universität in Frage gestellt, denn Alsberg verfolge eine „künstlerisch-intuitive Methode“ und lehne eine „exakte Verfahrenweise“ ab.
Im Januar 1934 wurde Alsbergs Kunstsammlung von dem später selbst als „Juden“ verfolgten Auktionator Paul Graupe versteigert.
1936 wurde Alsberg auf einer Tagung der nationalsozialistischen Rechtstheoretiker mit dem Thema Das Judentum in der Rechtswissenschaft unter der Leitung von Carl Schmitt vielfach geschmäht. Professor Karl Klee sprach Alsberg seine wissenschaftliche Reputation ab, indem er von den „verheerenden Spuren“ sprach, die das „Judentum“ hinterlassen habe. Der Strafrechtler Karl Siegert sprach auf der gleichen Tagung von „Alsbergs jüdischen Zersetzungsversuchen“ in der Rechtswissenschaft. Darunter verstand er unter anderem den Versuch, Straftäter zu resozialisieren und die Entstehung von verbrecherischen Neigungen bei Straftätern auch mit psychologischen und soziologischen Kriterien zu beleuchten. Insbesondere kritisierte er die Alsbergsche Philosophie der Verteidigung, so der programmatische Titel einer Schrift Alsbergs. Bei dessen Vorstellungen von engagierter, von der Obrigkeit unabhängiger Verteidigung, werde das Ziel „die Bekämpfung der deutschen Volksgemeinschaft und Förderung des Judentums“ deutlich.

## Nachleben im Exil und in der Bundesrepublik Deutschland
Am 16. September 1933 erschien in der Exilzeitung Das Neue Tage-Buch ein Nachruf auf Max Alsberg. In diesem war unter anderem zu lesen:

„Der Mann […] war der beste der deutschen Rechtsanwälte. […] Eine Sache hätte einen Mann wie Alsberg noch erfüllen können: die Verteidigung der Angeklagten im Reichstagsbrandprozeß […]. Die Nationalsozialisten haben ihm die Luft zum Atmen genommen […]. Sein Element war die zivilisierte Atmosphäre einer geordneten Gerichtsbarkeit […]. Er musste sich zum Ersticken ohnmächtig fühlen, seit die SA-Uniform für den Ausgang eines Prozesses in Deutschland entscheidender wurde als alles Gesetz und aller Verstand.“

Wie viele jüdische Juristen geriet Max Alsberg nach dem Ende des Nationalsozialismus in Deutschland in Vergessenheit. Eine Ausnahme war der biographische Eintrag von Günter Spendel über Alsberg in der Neuen Deutschen Biographie von 1953. Dazu gehört auch die 1965 erschienene gründliche Biographie des Journalisten Curt Riess, der Alsberg noch persönlich gekannt hatte. Erst ab den 1990er Jahren erinnerten Rechtshistoriker vermehrt an die vertriebenen jüdischen Juristen und gedachten auch Max Alsbergs. 2001 wurde eine Gedenktafel für Max Alsberg an seinem ehemaligen Wohnhaus, Richard-Strauss-Straße 22 in Berlin-Grunewald angebracht (siehe Bild).
Seit 1997 verleiht die Vereinigung Deutsche Strafverteidiger e. V. zu Ehren von und zum Gedenken an Max Alsberg den nach ihm benannten Max-Alsberg-Preis. Der Preis ist undotiert und wird alle zwei Jahre im Rahmen einer von der Vereinigung veranstalteten Alsberg-Tagung verliehen. Zu den bisherigen Preisträgern gehören unter anderem der Rechtsanwalt Heinrich Hannover (1997), der Richter am Bundesgerichtshof a. D. Gerhard Herdegen (1999), die Redaktion der juristischen Fachzeitschrift Strafverteidiger in Persona Klaus Lüderssen, Reinhold Schlothauer und Hans-Joachim Weider (2001), die Journalistin und Gerichtsreporterin Sabine Rückert (2007) sowie der Rechtsanwalt Rainer Hamm und der Richter am Bundesgerichtshof a. D. Gerhard Schäfer (2011).

## Schriften (Auswahl)
- Justizirrtum und Wiederaufnahme. Dr. P. Langenscheidt, Berlin 1913. (Digitalisat).
- Kriegswucherstrafrecht. Moeser, Berlin 1916.
später unter dem Titel Preistreibereistrafrecht fortgeführt, 1922 in 7. Auflage.
- Schlusswort zu: Max Bauer (Bearb.), Franz Helbing: Die Tortur. Geschichte der Folter im Kriminalverfahren aller Zeiten und Völker. Dr. P. Langenscheidt, Berlin 1926.
- Der Prozess des Sokrates im Lichte moderner Jurisprudenz und Psychologie. (= Schriften zur Psychologie der Strafrechtspflege, Heft 1.) J. Bensheimer, Mannheim 1926.
- (gemeinsam mit Otto Ernst Hesse): Voruntersuchung. (Drama) Verlag Bong, Berlin 1930.
entstanden 1927, Bühnenfassung in mehreren Ländern aufgeführt, Filmfassung: Voruntersuchung.
- Vorwort zu: Henri Robert: Die großen Prozesse der Weltgeschichte. Stilke, Berlin 1928.
- Der Beweisantrag im Strafprozeß. Heymanns, Berlin 1930. Nach 1945 immer wieder aufgelegt. Zuletzt als:
Max Alsberg: Der Beweisantrag im Strafprozeß. Fortgeführt von Karl-Heinz Nüse, Karlheinz Meyer. Bearbeitung Jens Dallmeyer, Georg-Friedrich Güntge, Michael Tsambikakis; 8. Auflage, Carl Heymanns Verlag, Berlin 2021, ISBN 978-3-452-29808-9.
- Philosophie der Verteidigung. J. Bensheimer, Mannheim 1930.
- mit Alfred Apfel:  Der Weltbühnen-Prozeß: Eingabe an d. Herrn Reichspräsidenten von Alfred Apfel. Eingabe an d. Herrn Justizminister von Max Alsberg. Die dt. Öffentlichkeit zum Weltbühnen-Prozeß. Die Weltpresse zum Weltbühnen-Prozeß. Nendeln: Kraus, 1976. Nachdr. d. Ausg. Berlin, 1931.
- Das Grabmal der Pressefreiheit. In: Das Tage-Buch. 15. Jahrgang, Heft 45 (vom November 1932), S. 1746–1752.
- Konflikt. (Schauspiel in sieben Bildern) Bong Verlag, Berlin 1933.[22]
- Strafprozessfälle. Heymanns, Berlin 1933.